# 1922 v hudbě
Tento článek obsahuje události související s hudbou, které proběhly v roce 1922.

## Balet
- 20. ledna – Kluziště, balet choreografa Jean Borlina na hudbu Arthura Honeggera má premiéru v Paříži.[1]
- 12. května – Premiéra jediného baletu Jeana Sibelia Scaramouche (balet) má premiéru v Kodani.[1]
- 18. května – Sergej Ďagilev se svým Ruským baletem uvedli v Paříži premiéru burlesky Renard na hudbu Igora Stravinského.[1]

## Narození
- 7. ledna – Jean-Pierre Rampal, francouzský flétnista († 20. května 2000)
- 8. ledna – Abbey Simon, americký klavírista
- 19. února – Josef Matěj, český pozounista a hudební skladatel († 28. března 1992)
- 20. února – Miroslav Pelikán, český hudební skladatel a pedagog († 19. května 2006)
- 12. března – Pavel Čotek, český hudební skladatel, kritik a pedagog († 20. července 2005)
- 16. března – Zdeněk Liška, český hudební skladatel († 13. července 1983)
- 4. dubna – Elmer Bernstein, americký hudební skladatel († 18. srpna 2004)
- 7. května – Hynek Maxa, český operní pěvec († 9. prosince 2001)
- 10. června – Judy Garlandová, americká zpěvačka a herečka († 22. června 1969)
- 13. října – Alexej Fried, český hudební skladatel a dirigent († 19. června 2011)
- 5. listopadu – Václav Lídl, český hudební skladatel († 10. srpna 2004)
- 25. listopadu – Ilja Hurník, český hudební skladatel

## Úmrtí
- 16. února – Theodor Tomášek, český hudební skladatel a kapelník (* 18. dubna 1840)
- 10. března – Jan Hanuš Sitt, český houslista, violista a hudební skladatel (* 21. září 1850)
- 12. dubna – František Ondříček, český houslista a hudební skladatel (* 29. dubna 1857)